# Notker l'Allemand
Pour les articles homonymes, voir Notker.
Notker l'Allemand (Notker Teutonicus, également traduit Notker le Teuton), ou Notker Labeo soit Notker le lippu (vers 950, 28 juin 1022) était un moine bénédictin de l'abbaye de Saint-Gall, maintenant en Suisse. Il est connu comme le premier commentateur actif d'Aristote au Moyen Âge, et un important traducteur de textes classiques et religieux en allemand, travaux qui lui valent son surnom de Teutonicus.
Notker se distingue non seulement par sa compréhension des textes latins qu'il traduit, mais aussi par le souci de correction qu'il manifeste dans son expression allemande, ce qui lui assure l'estime de ses élèves.
Passionné par sa langue maternelle, il écrit dans l'une de ses lettres: "On devrait savoir que les mots allemands ne peuvent s'écrire sans accent, à l'exception de l'article, le seul à être prononcé sans accent."
Sa graphie tient parfois compte de la prononciation allemande des consonnes, les gutturales notamment.

## Édition
Notker latinus zu den kleineren Schriften, éd. James C. King et Petrus W. Tax, Tübingen, Niemeyer, 2003 ; 1 vol., préface puis 202 p. (Die Werke Notkers des Deutschen, 7 A – Altdeutsche Textbibliothek, 117)